# Lorena Marquez
Lorena Marquez è un personaggio immaginario dell'Universo DC, che ha vestito i panni della supereroina Aquagirl. Lorena debuttò in Aquaman vol. 6 n. 26 (marzo 2005), creata da Will Pfeifer e Patrick Gleason.

## Biografia del personaggio
Lorena Marquez era a un appuntamento allo Zoo di San Diego quando un terremoto scosse San Diego e la fece sprofondare nel mare, uccidendo migliaia di persone (inclusa la famiglia di Lorena). La ragazza entrò in contatto con Aquaman, che le prestò le prime cure e scoprì che la giovane aveva sviluppato l'abilità di respirare sott'acqua come gli atlantidei. I due riuscirono insieme a localizzare gli altri sopravvissuti alla catastrofe, come Anton Geist, lo scienziato responsabile. Lorena e Aquaman non ebbero altra scelta se non quella di ricostruire la città come "Sub Diego". Quando Ocean Master cambiò vita con Aquaman, Lorena assunse l'identità e il costume di Aquagirl, e insieme protessero Sub Diego. Quando una serie di omicidi cominciarono a comparire nella nuova città subacquea, fu Lorena a scoprire che la responsabile era l'ex poliziotta Chandra Abbot. Le due combatterono e Chandra ammise che non comprendeva perché Aquaman avesse permesso a Lorena di aiutarlo, ma in quel momento Lorena capì che lei era un bravo detective.

### Un anno dopo
In Teen Titans vol. 3 n 34 (maggio 2006), si vede Lorena che litiga con Holly Granger nella Titans Tower durante un flashback, e Lorena è un membro dei Teen Titans durante gli eventi di 52. Aiutò Acciaio a lanciare un attacco alla LexCorp quando Natasha Irons fu catturata da Lex Luthor. Successivamente ricomparve come personaggio di supporto per il nuovo Aquaman, Arthur Joseph Curry, in Aquaman: Sword of Atlantis, dove in quanto una degli ultimi Sub Diegani a poter respirare sott'acqua, fu lasciata nei mari in lutto per la perdita di Koryak tra le macerie di Poseidonis. Si unì quindi a Curry, Cal Durham, Tempest e il nuovo Topo. nel loro viaggio verso Sub Diego. Aquagirl comparve in Terror Titans n. 1 e fu rapita (insieme a un gruppo di altri giovani supereroi) dai Terror Titans. Mentre la sua compagna di squadra Molecule veniva uccisa dal Persuasore, Lorena fu catturata viva per subire il lavaggio del cervello ed essere costretta a combattere nel Dark Side Club per volere degli dei apokolipsiani sulla Terra. Fu sconfitta due volte, una volta da Rose Wilson dopo essere stata pugnalata, e ancora da Terra, che schiacciò Lorena sotto un paio di massi. Aquagirl e gli altri furono infine liberati da Miss Martian, e Lorena si unì ai sopravvissuti nel viaggio verso la Titans Tower al fine di riprendersi.

### Ritorno nei Titani
Mentre si riprendeva nella Titans Tower, Lorena divenne amica di Static, dicendogli che apprezzò la sua passata esperienza come membro dei Teen Titans. Dopo aver capito che non aveva una casa o una famiglia a cui tornare, Lorena accettò l'offerta di Wonder Girl di riunirsi alla squadra, prendendo una residenza permanente nella Torre.
Rimanendo una cara amica di Static, Lorena cominciò a flirtare in spagnolo con il suo compagno di squadra Blue Beetle, nonostante egli stesse frequentando una supereroina e riserva dei Titans, Traci 13, e si fece anche velocemente nemica Bombshell, trovandola rude. Nonostante la sua apparente preoccupazione per Static e Blue Beetle, Aquagirl cominciò a flirtare anche con Superboy dopo aver visto un litigio tra lui e Wonder Girl.
Durante una missione per salvare Raven da un essere extradimensionale di nome Wyld, Aquagirl e Bombshell furono ingoiate da un gigantesco mostro marino mutato dall'energia di Wyld. Dopo che Static distrusse Wyld, Aquagirl e Bombshell furono lasciate disperse in mare e i loro destini rimasero incerti. Nel numero successivo, fu menzionato che sia Aquagirl che Bombshell furono salvate dai loro compagni di squadra, ma che furono anche rimosse dai Titans in quanto Wonder Girl decise di non voler più mettere in pericolo giovani eroi "senza esperienza" ammettendoli nella squadra.

### Nel giorno più splendente
Nel crossover Nel giorno più splendente, Lorena fu avvicinata da Mera che venne in cerca d'aiuto contro sua sorella e la Death Squad. Lei e Mera successivamente ricomparvero quando Siren e il suo esercito attaccarono Miami. Durante la battaglia, Lorena salvò il nuovo Aqualad dando un calcio sul volto a Black Manta non appena stava per accoltellare il giovane a morte. Dopo che Mera e Aqualad riuscirono a intrappolare gli invasori nel Triangolo delle Bermude, Lorena disse ad Aqualad di "non avere altre idee" mentre guardavano Aquaman e Mera baciarsi passionatamente.
Lorena fu una degli ex Titans che giunsero ad aiutarli durante la battaglia contro Superboy-Prime.

## Poteri e abilità
- Lorena può respirare sott'acqua e può resistere alle alte pressioni delle profondità marine[12].
- Possiede la super forza
- In aggiunta alle sue abilità metaumane, Lorena sembra essere abile nell'uso del Tridente atlantideo, con cui si mostrò spesso in battaglia con i Teen Titans.
- Dimostrò di avere abilità da detective esemplari.
- È semi-esperta nel combattimento corpo a corpo.

## Altre versioni

### Titans Tomorrow
Nella linea temporale di Titans Tomorrow, Lorena è Aquawoman, un membro dei Titans. Si scopre che ha sviluppato poteri telepatici che ha utilizzato per uccidere (o paralizzare) l'ex membro dei Titans Garth.